# IRIS Shahid Bagheri
Шахид Багери — первый авианесущий корабль ВМС Корпуса Стражей Исламской Революции, предназначенный для транспортировки и запуска беспилотных летательных аппаратов (БПЛА).

## Строительство

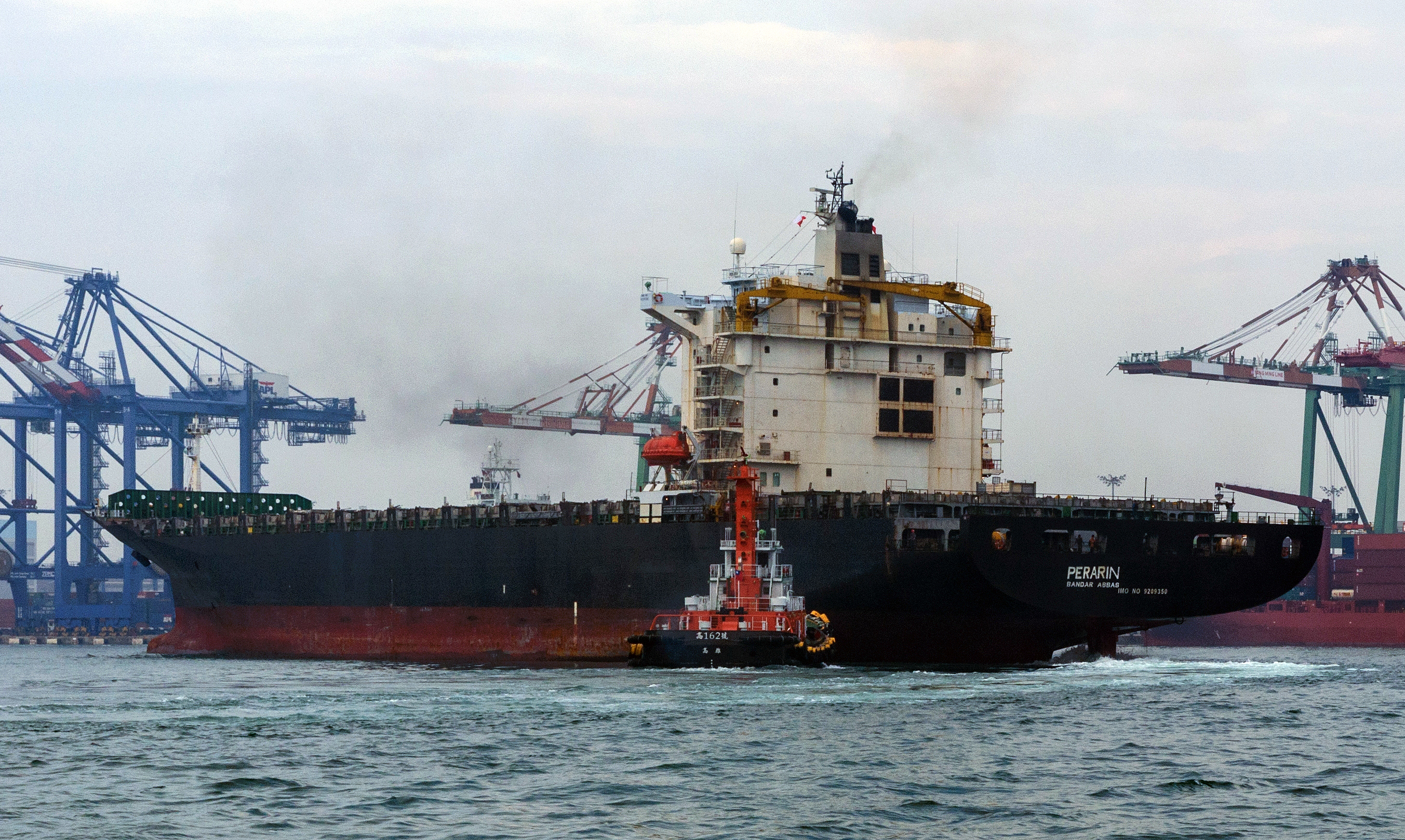
Контейнеровоз Perarin в 2013 году

Командующий ВМС Корпуса стражей исламской революции (КСИР) адмирал Алиреза Тангсири заявил, что корабль построили за два года, переоборудовав из коммерческого судна, южнокорейского контейнеровоза Perarin (IMO 9209350). Подрядчиком выступала южнокорейская судостроительная компания HD Hyundai Heavy Industries.
Авианосец названав честь шахида (мученика) Бахмана Багери, командира КСИР, который погиб в Патхаке, Ирак, в столкновении ирано-иракской войны.
Авианосец является первым полноценным носителем БПЛА ВМС КСИР. Он был спущен на воду для первых ходовых испытаний из порта приписки Бендер-Аббас примерно 28 ноября 2024 года. Ее запуск подчеркнул усилия Тегерана по проецированию своей мощи за рубежом, далеко за пределы близлежащих вод. Он был введен в эксплуатацию 6 февраля 2025 года.

## Технические характеристики

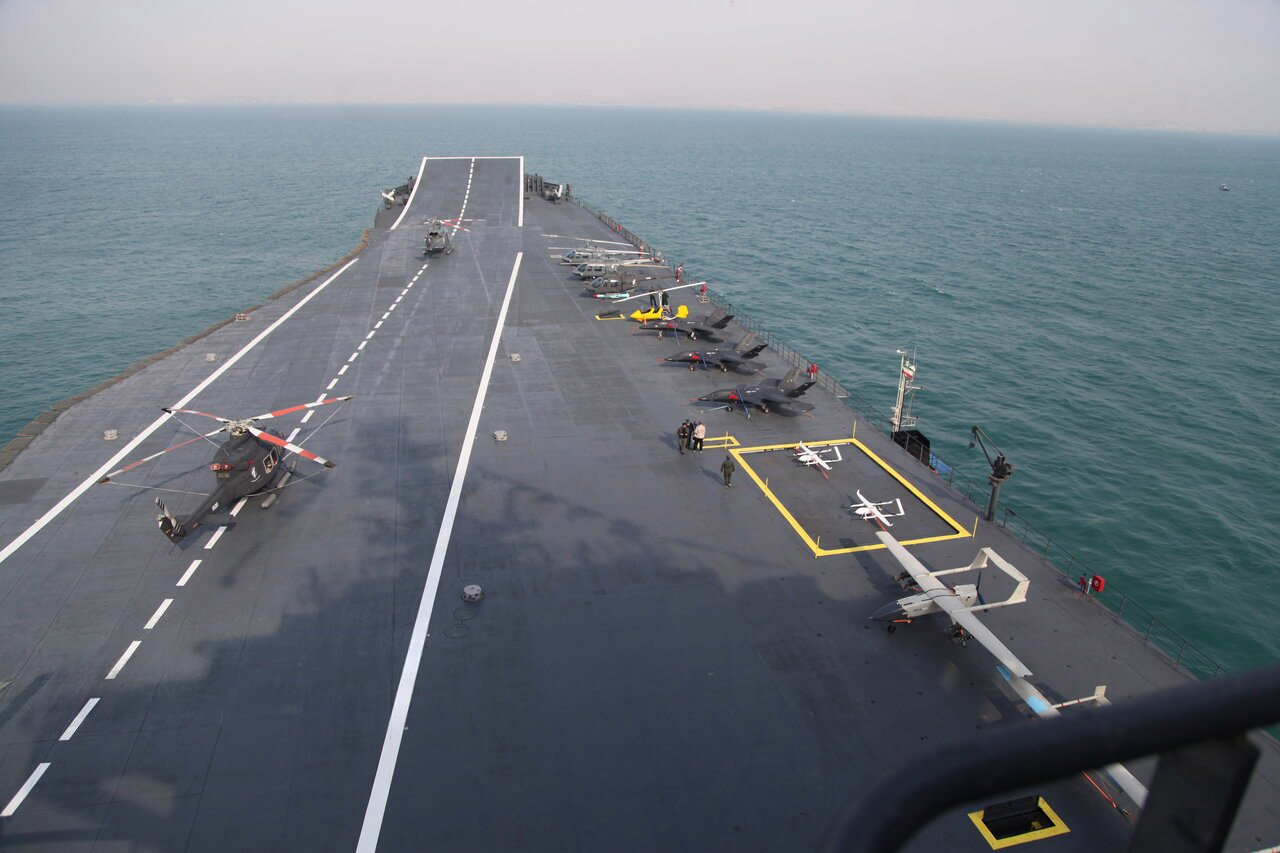
Палуба дрононосца «Шахед Багери»

По словам Алирезы Тангсири, судно, обладающее мореходными качествами до 9 баллов (океаны) и дальностью плавания 22 000 морских миль (от берега), позволяет находиться и работать в течение года без необходимости дозаправки в дальних водах. Корабль имеет 180-метровую взлётно-посадочную полосу для дронов и может преодолевать до 22 000 морских миль без необходимости дозаправки в портах. В докладе говорится, что он был переоборудован из коммерческого судна и увеличит мощь сдерживания Ирана. Корабль вооружён восемью противокорабельными ракетами «Нур» и восемью зенитными ракетами Kowsar-222, башней с 30-мм автоматической пушкой, двумя 20-мм пушками типа Гатлинга (неподтвержденные) и двумя радиоуправляемыми турелями с 20-мм пушками.